# Plan Nacional de Regularización de Extranjeros
El Plan Nacional de Regularización de Extranjeros, en la República Dominicana, fue un proyecto para resolver un problema creado durante décadas de falta de identificación y correcta documentación de un gran número de personas extranjeras y nacionales. 

## Problema antiguo sin resolver
Durante décadas, el país había permanecido en una debilidad administrativa por la cual grandes grupos de personas, tanto nacidas aquí como en el extranjero, vivían sin ser debidamente identificadas y documentadas. Esta situación inevitablemente significaba que el Estado dominicano no estaba cumpliendo una de las prerrogativas de su soberanía: el control documental de todas las personas que viven en su territorio.
Del mismo modo, esta falta de documentación dejó a grupos de población enteros en una situación vulnerable, ya que estar debidamente documentado es la condición indispensable para el ejercicio de otros derechos.

## Ley de Inmigración de 2004
En 2004, la Ley de Inmigración ya ordenó la implementación de un Plan para la Regularización de Extranjeros en una situación irregular en el país, sin embargo, ningún Gobierno lo había implementado hasta ahora.
El gobierno de Danilo Medina tomó la iniciativa sobre este tema, que ya se había retrasado mucho. Decidido a recuperar el ejercicio pleno de la soberanía del Estado dominicano sobre la documentación de la población, lanzó dos iniciativas:
- Dependiendo de si son migrantes en situación irregular, o personas nacidas en el país de padres extranjeros que carecen de documentación, esta población entraría en el Plan Nacional de Regularización de Extranjeros en Situación de Migración Irregular, o en la Ley Especial No. 169-14.

La ejecución de estas iniciativas siempre se ha basado en dos principios fundamentales: el estricto respeto de las leyes dominicanas y los derechos humanos de las personas afectadas. El conjunto de medidas adoptadas ha permitido a la República Dominicana avanzar en este asunto en los años siguientes a la aprobación de la ley que la mayoría de las naciones en décadas. En dos años se registraron 293.755 personas y se les otorgó el estado documental correspondiente.

### Implementación de las legislación y regularización
Para garantizar la correcta implementación de las diferentes iniciativas de documentación (ley 169-14) y la regularización, el gobierno ha llevado a cabo las siguientes acciones:
- Puesta en marcha de 24 centros de servicio, que cubren casi todo el territorio dominicano.
- Campañas de publicidad e información para publicitar estas iniciativas a todos los posibles beneficiarios.
- Orientación y acciones de apoyo en las comunidades.
- Incorporación y trabajo coordinado con instituciones y agencias con experiencia en esta área, en particular el Alto Comisionado de las Naciones Unidas para los Refugiados (ACNUR), la Organización Internacional para las Migraciones (OIM), el Fondo de las Naciones Unidas para la Infancia (UNICEF), la Unión Europea, el Programa de las Naciones Unidas para el Desarrollo (PNUD) y la Mesa Redonda Nacional para las Migraciones, entre otros.
- Apoyo especial para los grupos con mayor concentración de población migrante (banano, caña de azúcar, sector de la construcción).